# George Fitzgerald Smoot
Pour les articles homonymes, voir Smoot.
George Fitzgerald Smoot III (20 février 1945 à Yukon (en), Floride, États-Unis) est un astrophysicien et un cosmologiste américain. Il a obtenu le prix Nobel de physique de 2006 conjointement avec John C. Mather « pour leur découverte de la nature de corps noir et de l'anisotropie du fond diffus cosmologique ».

## Biographie

### Études et premières recherches
Il étudie les mathématiques avant de se tourner vers la physique au Massachusetts Institute of Technology où il obtient un doctorat en physique des particules en 1970. Il se tourne alors vers la cosmologie et part au Laboratoire national Lawrence-Berkeley où il entame une collaboration avec Luis Walter Alvarez (lauréat du prix Nobel de physique de 1968) sur l'expérience HARPE, un ballon stratosphérique chargé de détecter de l'antimatière dans la haute atmosphère terrestre, dont la présence était prédite par certains modèles cosmologiques aujourd'hui abandonnés (dont la théorie de l'état stationnaire).

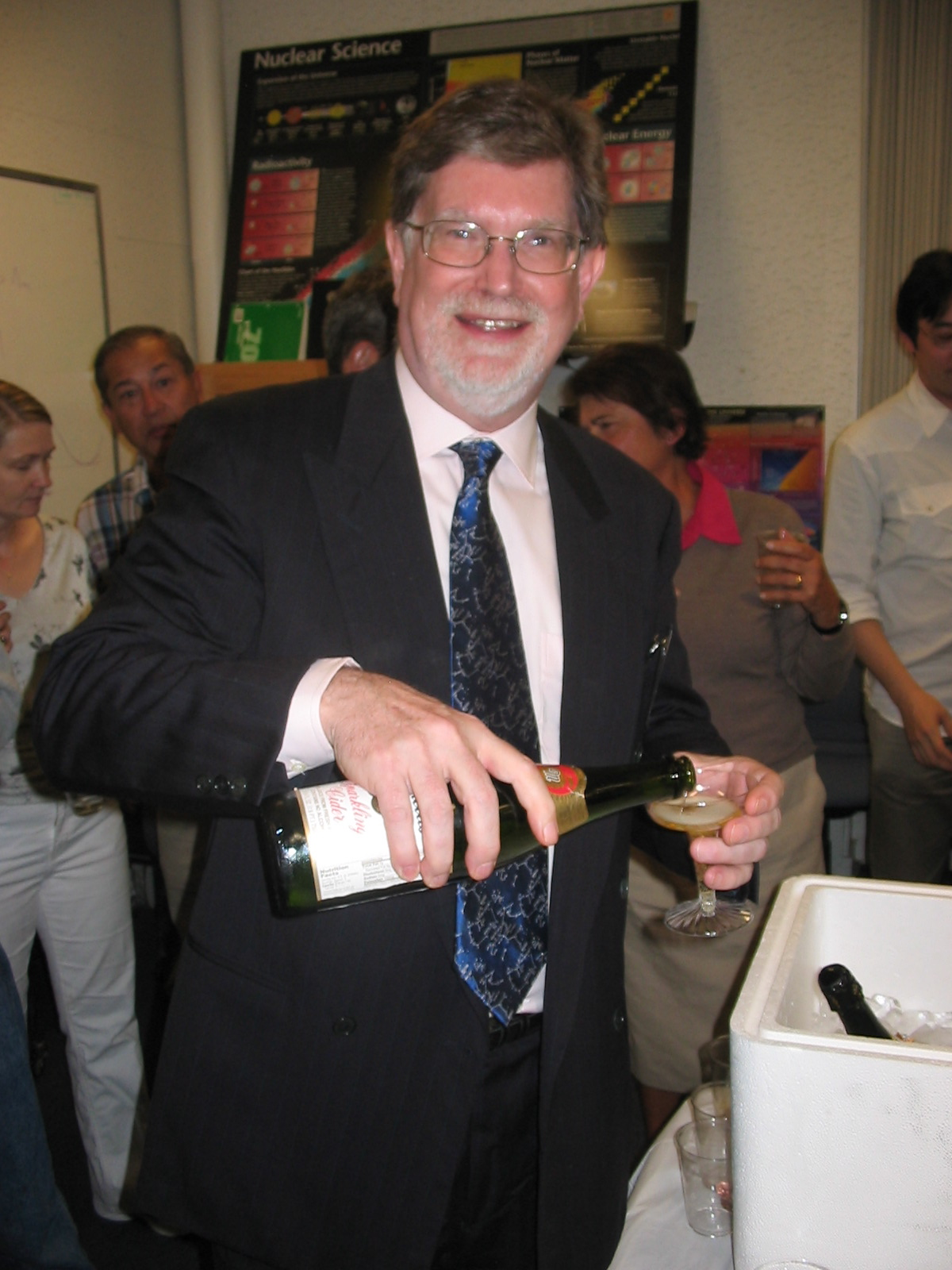
George Smoot célébrant son prix Nobel le 3 octobre 2006 au Laboratoire national Lawrence-Berkeley

Ensuite, il s'intéresse au fond diffus cosmologique découvert peu avant par Arno Allan Penzias et Robert Woodrow Wilson. Une question non résolue à l'époque était celle de la structure à grande échelle de l'univers. Certains modèles cosmologiques prédisaient que l'univers devait être en rotation, ce qui devait laisser une trace dans le fond diffus cosmologique sous la forme d'une dépendance spécifique de sa température en fonction de la direction d'observation. Avec l'aide de Luis Alvarez, il met au point un radiomètre différentiel permettant de mesurer l'éventuelle différence de température du fond diffus cosmologique entre deux directions différentes séparées de 60 degrés. L'instrument, monté sur un avion U-2, permit de déterminer que la rotation d'ensemble de l'univers était nulle (dans la limite de la sensibilité des instruments de mesure). Il permit surtout de détecter une variation de la température du fond diffus cosmologique correspondant à un dipôle, interprété comme résultant d'un effet Doppler dû au déplacement de la Terre par rapport à la région d'émission du fond diffus cosmologique, appelée surface de dernière diffusion. L'existence d'une telle modulation était attendue car il n'y avait aucune raison valable que la Terre, en orbite autour du Soleil, lui-même en orbite autour du centre galactique, soit exactement immobile par rapport à la surface de dernière diffusion. Par contre, les résultats de cette expérience montrèrent que notre Galaxie se déplaçait à une vitesse significative (près de 600 km/s par rapport à la surface de dernière diffusion, probablement du fait de l'attraction gravitationnelle entre notre Galaxie et une concentration importante de masse située dans son voisinage, le Grand attracteur.

### Participation à COBE
À l'époque, le fond diffus cosmologique (FDC) apparaissait parfaitement uniforme, si l'on excepte la distorsion due à l'effet Doppler évoquée plus haut. Ce résultat était en contradiction avec l'observation de l'univers actuel qui présente diverses structures (galaxies, amas de galaxies, etc.) indiquant que l'univers est à petite échelle relativement inhomogène. Or la théorie de la formation des grandes structures prédit que les structures dans l'univers se forment lentement. Ainsi, si l'univers présente des inhomogénéités aujourd'hui, il devait présenter des inhomogénéités à l'époque de l'émission du FDC, et celles-ci devaient être observables aujourd'hui sous la forme de faibles écarts de température dans le FDC. C'est vers la détection de ces écarts de températures, aussi appelés anisotropies, que Smoot se tourne alors à la fin des années 1970. Il propose alors à la NASA un projet de satellite équipé d'un détecteur utilisant la même technologie que celui embarqué sur l'avion U-2, mais bien plus sensible et affranchi de la pollution atmosphérique. Ce projet fut accepté et donna naissance au satellite COBE, d'un coût de 160 millions de dollars américains. Celui-ci fut lancé le 18 novembre 1989, après un retard dû à l'explosion de la navette spatiale Challenger. Après plus de deux ans d'observation et d'analyse, l'équipe du satellite COBE chargée de la détection des anisotropies du fond diffus cosmologique (instrument DMR), menée par George Smoot annonça le 23 avril 1992 avoir détecté d'infimes fluctuations dans le FDC, un événement unanimement salué par le monde scientifique.
George Smoot a relaté l'aventure du satellite COBE dans un ouvrage grand public Les Rides du temps. Cependant, John C. Mather a fait part de certaines divergences de vue avec George Smoot dans un autre ouvrage relatant sa version de cette aventure. Celui-ci lui a en particulier reproché son attitude lors de l'annonce en 1992 des résultats obtenus par l'expérience DMR du satellite COBE.

### Activités récentes
Depuis la fin de la mission COBE, George Smoot a participé à une autre expérience montée sur un ballon stratosphérique, MAXIMA, plus précise que COBE, qui a contribué à affiner les mesures des anisotropies du fond diffus cosmologique. Il fait également partie de la collaboration SNAP, un projet de satellite visant à mesurer avec précision certaines propriétés de l'énergie noire et travaille sur les données du télescope spatial Spitzer en rapport avec le fond diffus infrarouge.
Il apparaît à deux reprises dans la série The Big Bang Theory : dans l'épisode 17 de la saison 2 ainsi que dans l'épisode 18 de la saison 12. Il y joue son propre rôle.
Il est nommé professeur de l'université Paris-Diderot en février 2010.

## Publications
- George Smoot et Keay Davidson (trad. de l'anglais par Evelyne et Alain Bouquet), Les rides du temps : L'univers, trois cent mille ans après le Big Bang [« Wrinkles in time »], Paris, Flammarion, coll. « Nouvelle bibliothèque scientifique », 1994, 375 p. (ISBN 978-2-08-211211-6 et 2-082-11211-X, OCLC 29867187, BNF 35682596).